# Fritz Witzel
Fritz Witzel (* 9. August 1932) ist ein deutscher Endurosportler.

## Karriere
Fritz Witzel aus Bergrheinfeld bei Schweinfurt ist einer der erfolgreichsten deutschen Motorrad-Geländefahrer der Nachkriegszeit. Der Kraftfahrzeugtechniker gehörte von 1950 bis 1983 zur Fichtel-&-Sachs-Versuchsabteilung. 17 von diesen 33 Jahren war er als Versuchsfahrer tätig. Während dieser Zeit beteiligte sich Fritz Witzel an zahllosen nationalen und internationalen Geländesportveranstaltungen und errang insgesamt 214 Goldmedaillen, 14 Silbermedaillen und 9 Bronzemedaillen.
Von 1953 bis 1957 erreichte er als Werksfahrer bei der Nürnberger Firma Mars 45 mal Gold auf der Mars Stella 175 S/DS, die mit einem 175-cm³-Motor von Sachs ausgerüstet war. In den folgenden Jahren, von 1957 bis 1975 siegte er 125 mal als Hercules-Werksfahrer mit einer 175-cm³-Maschine, von 1972 bis 1977 auch auf einer Wettbewerbs-Hercules-W-2000 mit dem bekannten 300-cm³-Wankelmotor, die bis zum Jahr 1977 in Nürnberg gefertigt wurde. Weitere 44 Siege errang er auf einer 350-cm³-Wettbewerbsmaschine von Maico.
Im Jahr 1962 verlieh ihm der ADAC das Goldene ADAC-Sportabzeichen mit Brillanten. Bei der Internationalen Sechstagefahrt errang Fritz Witzel neunmal Gold, zweimal Silber und einmal Bronze. Auf der Spitze seiner Laufbahn im Jahr 1966 errang er die „Goldene Trialmedaille“ innerhalb der Deutschen Geländemeisterschaft auf einer 250-cm³-Maico und anschließend wurde er noch fünfmal Vizemeister mit etlichen Klassensiegen.